# Écloga pastoril
Écloga pastoril intitulada A restauração de Portugal : pastores que nela falam, Delio e Albano da autoria de António Lourenço Caminha, foi publicado em Lisboa, no ano de 1809, pela Impressão Régia, com um total de 23 páginas. Pertence à rede de Bibliotecas municipais de Lisboa e é considerado uma "raridade bibliográfica".